# Přísahám a slibuji
Přísahám a slibuji je československý televizní seriál natočený v roce 1990 režisérem Františkem Filipem podle románu Oty Duba.
Čtyřdílný příběh z lékařského prostředí zavádí diváka do nemocnice pohraničního města na severu Čech v době těsně po válce, kdy po odchodu německých lékařů a řádových sester se jejího vedení ujímají čeští lékaři.

## Obsazení
- Josef Abrhám – Dr. Vojtěch Albert
- Jana Preissová – Kolmanová
- Viktor Preiss – Dr. Kolman
- Jana Drbohlavová – Emilka Bydžovská
- Radoslav Brzobohatý – profesor Kristek
- Miroslav Zounar – Dr. Boudák
- Dagmar Havlová – Elka
- Martin Růžek – Dr. Vácha
- Luděk Munzar – Dr. Kamil Urban
- Václav Vydra
- Gabriela Vránová – řádová sestra Consolata
- Ljuba Krbová – řádová sestra Imelda
- Jarmila Švehlová – Majka Bílá
- Iva Janžurová – Pepička Pechová
- Karel Heřmánek – Falta
- Miroslav Vladyka – Olda Bican
- Bořivoj Navrátil – Hlavica
- Vladimír Dlouhý – Dr. Placák
- Václav Postránecký – Dr. Josef Paroulek
- Zuzana Bydžovská – Lída Šímová
- Valentina Thielová – řádová sestra Agnes
- Lena Birková – řádová sestra Fidelis
- Petr Skarke – Včelák
- Roman Hemala – Dr. Hönig
- Milan Mach – Dr.Kraus
- Karel Koloušek – dědoušek
- Zdeněk Mahdal
- Hana Davidová – Zdenka Králová
- Jindřich Narenta – Dr.Eigner
- Otto Budín – Dr. Schmied
- Robert Vrchota – Hradecký
- Alice Aronová – Magda
- Jaroslav Wágner-Klenka
- Jaroslav Kaňkovský
- D. Kraneš
- Jindřich Hrdý
- M. Schmidt
- Pavel Chalupa
- Milan Sýkora
- W. Schmirler
- Jaroslav Mareš
- Stanislav Hájek
- Jiří Smutný
- Jan Šváb
- Kateřina Besserová
- Olga Schmidtová
- Vít Pešina
- František Němec – Dr. Stein
- Vladimír Brabec
- Radovan Lukavský
- Eliška Balzerová – Dr. Moravcová
- Ludmila Roubíková – Kubíčková
- Taťjana Medvecká – Hana Neubertová
- Jiří Vala – Dr.Nehasil
- Klára Lidová – Šarlotka
- Viktor Vrabec – Rádl
- Blanka Vikusová – zdravotní sestra
- Bohumil Vávra – inspicient
- Miloš Hlavica – Dr. Hnízdo
- Helena Gabrielová – Řepková
- J. Sůrová
- Vladimíra Králíčková
- Jana Kulendová
- Jiří Zapletal
- Svatopluk Mikeska
- Marie Rosůlková
- Martina Adamcová – zdravotní sestra
- Bohumila Dolejšová – Klečková
- Marie Horáčková – zdravotní sestra
- Štěpán Koníček – divadelní režisér
- Miloš Vavruška